# ملانصرالدین (نشریه)
ملا نصرالدین نام نشریه‌ای بود که به سردبیری جلیل محمدقلی‌زاده به زبان ترکی آذربایجانی و گاهی به زبان روسی منتشر می‌شد. این مجله که در سال ۱۹۰۶ تأسیس شد در ابتدا از ۱۹۰۶ تا ۱۹۱۷ در تفلیس منتشر می‌شد. سپس انتشار آن در ۱۹۲۱ در تبریز و از ۱۹۲۲ تا ۱۹۳۱ باکو ادامه یافت. این مجله به زبان ترکی آذربایجانی چاپ می‌شد که هنوز به رسم‌الخط عربی بود و بعد با روی کار آمدن شوروی الفبای لاتین جای آن را گرفت. البته هر از گاهی به زبان روسی نیز منتشر می‌شد. این مجله که به مدت ۲۰ سال منتشر شد برای بسیاری از خوانندگان، دریچه‌ای برای آشنایی با عالم سیاست در قالب طنز گشود. میرزا علی‌اکبر صابر بنیان‌گذار مجله، با نام مستعار هوپ‌هوپ در آن اشعار انتقادی خود را منتشر می‌کرد. این روزنامه تأثیر زیادی بر نشریه صور اسرافیل داشت.
نخستین شمار این مجله در ۱۰۰۰ نسخه چاپ شد. اما خیلی زود به ۲۵۰۰۰ نسخه در روز رسید.

## نام
ملا نصرالدین نامی که برای این مجله انتخاب شده بود شخصیت افسانه‌ای است که در ادبیات و فرهنگ عامه بیشتر کشورهای خاورمیانه و آسیای مرکزی به عنوان یک ملای ظاهراً ساده لوح ولی با بصیرت معروف است.

## خط مشی مجله
مجله ملانصرالدین تلاش می‌کرد دنیای مدرن آن روزگار را در قالب کاریکاتور و طنز سیاسی به مردم نشان دهد. این مجله به حقوق و برابری زنان توجه ویژه‌ای داشت و همواره فریاد می‌زد که زنان نه تنها در جامعه بلکه در محیط خانواده نیز هیچ حقی ندارند و شوهران و مردان به اشکال مختلف حتی کتک زدن زنان به آنها اجحاف می‌کنند. مجله ملانصرالدین به صراحت با دخالت مذهب در امور خصوصی و آزادی افراد در یک جامعه سکولار مخالف بود.
این نشریه که به انتقاد از حکومت‌های ایران قاجاری و عثمانی، خرافات و عادات مردم قفقاز و کشورهای اسلامی، و سیاست‌های استعماری روسیه و بریتانیا می‌پرداخت نقش مهمی در بیداری مردم و جنبش مشروطه ایران داشت. مجله نه فقط در مورد مسائل ژئوپلیتیک مهم منطقه و زمانه بلکه در مورد موضوعات حساس اجتماعی مثل حقوق زنان یا تجدد غرب‌گرایانه نظر می‌داد. عنوان روی جلد نخستین شماره مجله «بیداری ملت‌های در خواب فرورفته مشرق زمین» را نشان داد. عبدالرحیم‌بای حق وردیف نویسنده سرشناس آذربایجانی در خاطرات خود می‌نویسد: «نخستین شماره جریده ملانصرالدین مثل بمب منفجر صدا کرد. ملاها می‌گفتند نباید اجازه داد که این مجله وارد خانه مسلمین شود. اما اگر این مجله وارد خانه یک مسلمان شد باید آن را با انبر برداشت و توی خلأ (دستشویی) انداخت.»
مجله ملانصرالدین برخلاف سایر جراید آن زمان آذربایجان که به شدت تحت تأثیر زبان ترکی استانبولی، روسی یا فارسی بودند به زبانی صریح و مستقیم، آذربایجانی‌های کم سواد و تحصیل نکرده را مورد خطاب قرار می‌داد. زبانی که این مجله به کار می‌گرفت و درک کاریکاتورهای آن بسیار ساده بود. هدف اصلی انتقادها و حملات این مجله روحانیونی بودند که از نظر نویسندگان مجله، دشمنان اصلی آموزش و سکولاریسم تلقی می‌شدند. میرزا جلیل می‌گفت که مجله او محصول دورانی بود که بیشتر مردم بی‌سواد بودند و تزارهای روسیه و شاهان ایران بر آنان حکومت می‌کردند و توسط روحانیون هدایت می‌شدند.
ملانصرالدین بین زنان ایران و روس، تفاوت قائل بود. این مجله می‌خواست زنان مسلمان مترقی باشند اما از آداب و رسوم زنان روس پیروی نکنند.

## جنبش مشروطه ایران
انتشار این روزنامه در سال تشکیل دوره نخست مجلس شورای ملی (۱۲۸۵ خورشیدی برابر ۱۹۰۶ میلادی) در قفقاز آغاز شد. ایرانیان قفقاز و خود قفقازیان به پیشرفت مشروطه یاوری می‌کردند. روزنامه‌های قفقازیان مانند ارشاد که احمد بیگ آقایوف، تازه حیات که هاشم بیگ، و ملانصرالدین که میرزا جلیل و چند تن دیگری از قفقازیان و ایرانیان می‌نوشتند به جنبش مشروطه ایرانیان ارج می‌نهادند و دربارهٔ آنچه در ایران رخ می‌داد سخن می‌راندند. این روزنامه‌ها در ایران و به‌ویژه در آذربایجان خوانندگان بسیاری داشتند. به‌ویژه ملانصرالدین که چون با زبان شوخی و با ترکی بسیار ساده نوشته می‌شد. به خاطر نگاره‌ها (کاریکاتورها) ی آن، مجله را بیشتر می‌خواندند. در ماه‌های نخست جنبش، محمدعلی میرزا از پراکنده شدن آن در میان مردم جلوگیری می‌کرد و آن را در پستخانه نگه می‌داشتند. ولی آزادی‌خواهان عضو انجمن ایالتی آذربایجان با فرستادن تلگرافی به دارالشورا خواهان آزادی مجله شدند. این مجله در میان شیشه‌های عطر به ایران قاچاق می‌شد.
در اوج جنگ‌های مشروطه‌خواهان، ملانصرالدین شماری از روزنامه‌نگاران را به تبریز فرستاد. برادر جلیل محمدقلی‌زاده یکی از کسانی بود که در کنار ستارخان می‌جنگید. این مجله، یکی از محبوب‌ترین نشریات در میان مشروطه‌خواهان بود.

## مخالفت روحانیون با مجله
به طنز گرفتن روحانیون و دفاع از حقوق زنان بدون خطر نبود. روحانیون ایران علیه ملانصرالدین و برای قتل میرزا جلیل فتوا صادر کردند. او در شهر تفلیس پایتخت گرجستان جایی که مجله منتشر می‌شد مورد حمله قرار گرفت و همواره به اشکال مختلف تهدید می‌شد. میرزا جلیل در جایی گفته بود: «اگر من این مجله را به جای تفلیس در باکو یا ایروان (پایتخت ارمنستان امروزی که آن زمان بیشتر جمعیت آن را آذربایجانی‌ها تشکیل می‌دادند) منتشر می‌کردم حتماً دفتر کار من را نابود و من را هم می‌کشتند.» ملاها می‌گفتند نباید اجازه داد که این مجله وارد خانه مسلمین شود. اما اگر این مجله وارد خانه یک مسلمان شد باید آن را با انبر برداشت و توی خلأ انداخت. در آن زمان شهر تفلیس مرکز فرهنگی قفقاز جنوبی بود.

### تکفیر
انتشار ملانصرالدین مهم‌ترین کار فرهنگی جلیل محمدقلی‌زاده بود و دشمنان زیادی از مستبدین و ملایان برای او ساخت. روزنامهٔ ملانصرالدین نوشتارهایی روشنفکرانه و اصلاح‌طلبانه داشت و این امر باعث شد تا مسلمانان به تکفیر و آزار مدیر، کارکنان و حتی فروشندگان آن دست بزنند. محمدقلی‌زاده ناچار شد برای گریز از تعرض مسلمانان در محله گرجی‌نشین تفلیس زندگی کند. در بایگانی شخصی دست‌نوشته‌های جلیل محمدقلی‌زاده، نامهٔ یک مسلمان تندرو در ده قاسم‌کندی دیده می‌شود که محمدقلی‌زاده را با دشنام شدید تهدید به قتل و خونریزی کرده‌است.

## تأثیر بر جمهوری دمکراتیک آذربایجان
مجله ملانصرالدین در پایه‌گذاری جمهوری دمکراتیک آذربایجان که در سال ۱۹۱۸ پس از انقلاب روسیه و سقوط رژیم تزاری شکل گرفت نقش مهمی ایفا کرد. عمر این جمهوری فقط دو سال طول کشید و در سال ۱۹۲۰ بلشویکها آذربایجان را به جمهوری‌های سوسیالیستی شوروی افزودند. بیشتر وزیران دولت جمهوری دمکراتیک آذربایجان خوانندگان دائمی مجله ملانصرالدین بودند. کارزار دائمی این مجله در دفاع از حقوق زنان در نهایت باعث شد که در سال ۱۹۱۹ جمهوری دمکراتیک آذربایجان تقریباً همزمان با کشورهایی مانند بریتانیا یا آمریکا به زنان کشور حق رای بدهد.

## جسارت
با ورق زدن صفحات مجله ملانصرالدین که در موزه ملی آذربایجان نگهداری می‌شود به خوبی می‌توان دید که این مطالب طنز و کاریکاتورهای آن برای دوران خودش تا چه حد جسورانه بودند. این جریده که برای زمانه خود بسیار انقلابی بود با شهامت و زبانی تند نه فقط مذهب و روحانیت و اقلیت صاحب قدرت، بلکه حتی تزار روسیه و شاه ایران را به سخره می‌گرفت. برای نمونه در یکی از شماره‌های سال ۱۹۲۹ این مجله کاریکاتوری را از پیامبر مسلمان‌ها ولی بدون کشیدن صورت او منتشر کرد. البته در آن سال‌ها آذربایجان یکی از جمهوری‌های اتحاد شوروی بود و این مجله در شهر باکو پایتخت جمهوری چاپ می‌شد. اما هنوز هم بیشتر جمعیت جمهوری آذربایجان مسلمانان معتقد بودند. در این کاریکاتور محمد با عیسی مشغول گفتگو است و به مناسبت جشن کریسمس عده‌ای مشغول می‌گساری هستند. کاملاً مشخص است که ملانصرالدین الکل نوشیدن مسلمانان با وجود حرام بودن این کار در آئین اسلام را مسخره کرده‌است.
مجله ملانصرالدین را می‌توان پیشرو طنز سیاسی در جهان اسلام دانست.

## چاپ در تبریز
پس از پیروزی انقلاب روسیه در سال ۱۹۱۷ و آغاز جنگ داخلی روسیه جلیل محمدقلی‌زاده به‌همراه همسرش حمیده جوانشیر و فرزندانشان مجبور به ترک تفلیس و کوچ به تبریز می‌شود. ورود آنها به تبریز با استقبال مردم روبرو شد. آنها از محمدقلی‌زاده خواستند انتشار ملانصرالدین را در این شهر ادامه دهد. اما این کار به مذاق حاکمان تبریز خوش نیامد؛ زیرا محمدقلی‌زاده شروع به نشر کاریکاتور دربارهٔ آنان کرد. همچنین او درخواست حاکم تبریز برای انتشار مجله به زبان فارسی را رد کرد. از سوی دیگر حمیده جوانشیر محجبه نبود. نخستین شماره ملانصرالدین در تبریز در ۳۰ بهمن ۱۲۹۹ در ۱۰۰۰ نسخه به قیمت ۱۶ شاهی منتشر شد. در هنگام انتشار ملانصرالدین در تبریز طراحی‌های مجله به وسیله سید علی بهزاد و رسام ارژنگی انجام می‌شدند. انتشار هر شماره در تبریز باعث ایجاد جنجال و ترس از بسته‌شدن آن می‌شد.
در ۲ مه ۱۹۲۱ (۱۲ اردیبهشت ۱۳۰۰) محمدقلی‌زاده تلگرافی از سوی کمیساریایی خلق جمهوری آذربایجان شوروی دریافت کرد که از او برای چاپ ملانصرالدین در این باکو دعوت می‌کرد. دعوت را پذیرفت و به آنجا رفت.

## تعطیلی
جلیل محمدقلی‌زاده چاپ ملانصرالدین را از ۱۹۲۲ تا ۱۹۳۱ در باکو ادامه داد. به دلیل تسلط بلشویک‌ها بر شوروی، از سال ۱۹۲۳ جلیل محمدقلی‌زاده مجبور شد ملانصرالدین را به جای خط آذری به خط سیریلیک چاپ کند.
از میانه دهه ۱۹۲۰ به دلیل فشار شوروی بر مطبوعات و سانسور آنها از کیفیت مجله کاسته شد.
در اوایل دهه ۱۹۳۰ میلادی مقامات جمهوری آذربایجان به میرزا جلیل گفتند که باید نام مجله را به الله سیز (بی خدا) تغییر دهد و از معیارها و اصول ایدئولوژیک حاکم بر اتحاد شوروی پیروی کند. میرزا جلیل حاضر نشد شروط آنها و سانسور مجله را بپذیرد و همکاری او با مجله به پایان رسید.

## همکاران
کاریکاتورهای ملانصرالدین که به دست عظیم عظیم‌زاده و اسکار شیمرلینگ و یوزف روتر آلمانی کشیده می‌شدند از شاهکارهای کاریکاتور سیاسی و اجتماعی هستند. تعدادی از کاریکاتوریست‌های زبردست از جمله اسکار شمرلینگ یک آلمانی ساکن تفلیس و عظیم عظیم‌زاده اهل آذربایجان و چند شاعر طنز پرداز از جمله میرزا علی‌اکبر صابر که در اشعار خود از حقوق زنان و توسعه آموزش و پرورش دفاع می‌کرد با این مجله همکاری می‌کردند.

## برگ‌هایی از روزنامه

زیرنویس: اصول جدید مکتب‌هایمان. بالا: درس ژیمناستیک. پایین: یالله بروید نماز.
زیرنویس: بالا: نشریه تازه، پایین:یکسال بعد
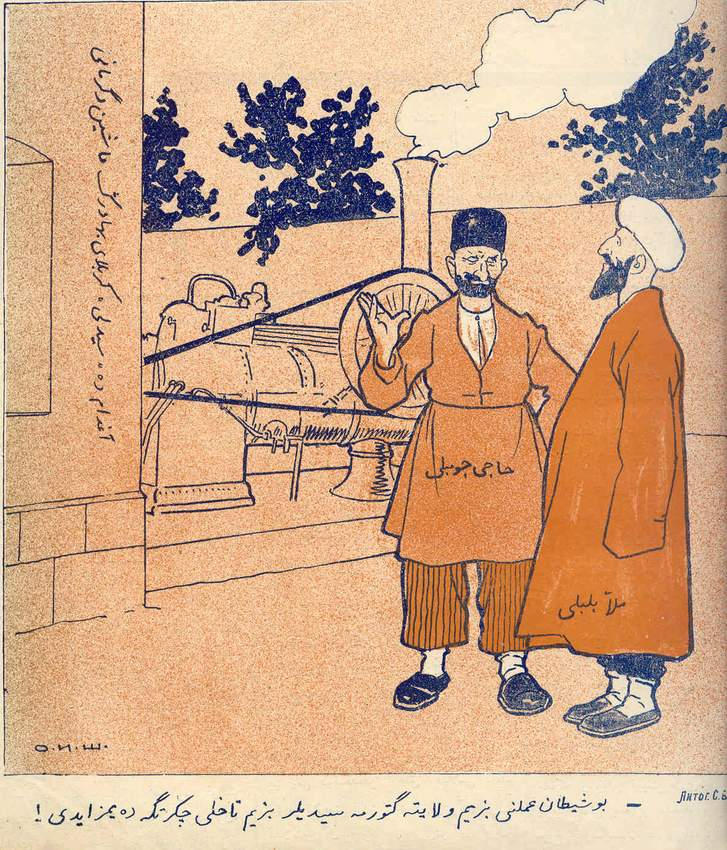
گفتگوی ملابلبلی و حاجی جومبلی: این محصول شیطان را به سرزمین ما نیاور.
زیرنویس: تئاتر همگانی زوبالوف، شخص اول: آقا جان، امروز اینجا تئاتر مسلمان‌ها است بیا برویم. شخص دوم:مرد دست بردار، رفتن به تئاتر مسلمان‌ها به ما نمی‌برازد.